# قسم ننور الريفي (مقاطعة بانة)
قسم ننور الريفي (بالفارسية: دهستان ننور) هي منطقة سكنية تقع في إيران في ناحية ننور. يقدر عدد سكانها بـ 3,104 نسمة .